# Rifugio Giuseppe Melano
Das Rifugio Giuseppe Melano (1060 m s.l.m.) (auch: Casa Canada) ist eine bewirtschaftete Schutzhütte in den Cottischen Alpen der norditalienischen Metropolitanstadt Turin/Region Piemont.
Das 2011 errichtete Blockhaus des Club Alpino Italiano gehört zur Gemeinde Frossasco und steht unterhalb des Kletterfelsens Rocca Sbarua in der Nähe des Monte Freidour.

## Geschichte
Das erste Rifugio Melano wurde im Jahr 1971 errichtet. Im Vorfeld der Olympischen Winterspiele 2006 entstand der Plan zum Neubau, der im Jahr 2011 als ‚Casa Canada’ fertiggestellt wurde.
Oberhalb der Hütte steht auf dem Gipfel des Monte Freidour seit 1994 ein Monument in Erinnerung an die Besatzung einer im Oktober 1944 abgestürzten britischen Transportmaschine, beladen mit Waffen, Munition und Lebensmitteln für die Partisanen der italienischen Resistenza.

## Gipfelbesteigungen
- Monte Freidour, 1445 m